# Heraclia signata
Heraclia signata là một loài bướm đêm trong họ Noctuidae.